# Francisco Javier Cruz
Francisco Javier Cruz Jiménez (Cedral, 24 de maio de 1966) é um ex-futebolista mexicano. Atuou na Copa de 1986.
Iniciou a carreira ainda muito jovem, em 1984, no Monterrey. Se destacaria por mais quatro anos até ser contratado pelo Logroñés. Não foi bem no clube espanhol e retornou a seu país em 1989, agora para defender o Tigres UANL.
El Abuelo, como era mais conhecido, voltou a ser bem-sucedido em terras mexicanas, e o interesse por ele voltou a ser intenso. Foi contratado pelo CSKA Sófia, mas acabaria fracassando no então pouco falado futebol búlgaro. A partir daí, a carreira dele começou a ruir.
Francisco Cruz retornou ao Tigres UANL em 1997, mas não teve sucesso. Voltou ao Monterrey em 1999, mas desta vez ficou pouco tempo. Encerrou sua carreira ainda em 1999, pelo inexpressivo Tigrillos de Saltillo.
A despedida oficial deu-se em 1 de março de 2000, em amistoso contra o Coritiba.

## Seleção Mexicana
El abuelo foi convocado pela primeira vez para a Seleção do México em 1986, para a disputa do Mundial. Por ser ainda jovem, ele acabou parando na reserva, e foi escassamente utilizado por Bora Milutinović durante o torneio.
Com a suspensão imposta ao México em 1990 por falsificação de documentos, Francisco Cruz ficou afastado da equipe, voltando a ter chances em 1993, durante as Eliminatórias para a Copa de 1994.
Ele tinha chances de ser convocado por Miguel Mejía Barón para ser um de seus comandados, mas a tarefa era complicada, já que La Tri sofria para obter classificação para o Mundial, e dependia só das próprias forças. A última partida, realizada no Canadá, foi contra os donos da casa, que estavam empatados com os mexicanos na tabela, mas tinham desvantagem no saldo de gols. El abuelo estava no banco de reservas, e ele foi o herói do time naquele 9 de maio de 1993. Entrou aos 86 minutos de jogo, no lugar de Luis Salvador, e marcou o gol que selaria o destino mexicano. Mas, exatamente no momento que marcou o gol, ele acabaria se machucando, e suas chances de disputar novamente uma Copa do Mundo foram para o espaço.